# Asplenium macrophyllum
Asplenium macrophyllum är en svartbräkenväxtart som beskrevs av Olof Peter Swartz. Asplenium macrophyllum ingår i släktet Asplenium och familjen Aspleniaceae. Inga underarter finns listade.